# Michael Fitzwalter
Michael Fitzwalter (também Miguel Gualtero) (falecido em 1601) foi um prelado católico romano que serviu como bispo auxiliar de Sevilha de 1596 a 1601. Fitzwalter também foi nomeado bispo de Ardfert e Aghadoe entre 1591 e 1601, contudo nunca assumiu o bispado.